# 왕과의 하룻밤
《왕과의 하룻밤》(영어: One Night With The King)는 2006년에 개봉한 미국의 영화이다.

## 출연
- 티파니 듀폰트 - 하닷사
- 루크 고스 - 아하수에로
- 존 라이스 데이비스 - 모르드개
- 오마 샤리프 - 므무간
- 존 노블 - 아드마다
- 톰 리스터 주니어 - 해개

## 한국판 성우진(KBS)
- 문선희 - 하닷사(티파니 듀폰트)
- 홍시호 - 아하수에로(루크 고스)
- 유강진 - 모르드개(존 라이스 데이비스)
- 김병관 - 므무간(오마 샤리프)
- 온영삼 - 아드마다(존 노블)
- 김준 - 해개(톰 리스터 주니어)
- 이재용 - 사무엘(피터 오툴) / 하만(제임스 캘리스)
- 임채헌 - 이새(요나 로탄)
- 사성웅 - 사울 왕(톰 알터)
- 유호한 - 하닷사의 아버지(스티븐 번스타인)
- 이미향 - 와스디(조티 도그라)
- 박영재 - 군인(데이빗 미치에)
- 윤승희 - 하닷사의 친구(딜샤드 파텔)

## 같이 보기
- 에스델기
- 에스델